# Ладерн-сюр-Локе
Ладе́рн-сюр-Локе́ (фр. Ladern-sur-Lauquet) — коммуна во Франции, находится в регионе Лангедок — Руссильон. Департамент коммуны — Од. Входит в состав кантона Сент-Илер. Округ коммуны — Лиму.
Код INSEE коммуны — 11183.

## Население
Население коммуны на 2008 год составляло 260 человек.
| 1962 | 1968 | 1975 | 1982 | 1990 | 1999 | 2008 |
| ---- | ---- | ---- | ---- | ---- | ---- | ---- |
| 162  | 201  | 191  | 184  | 199  | 228  | 260  |

## Экономика

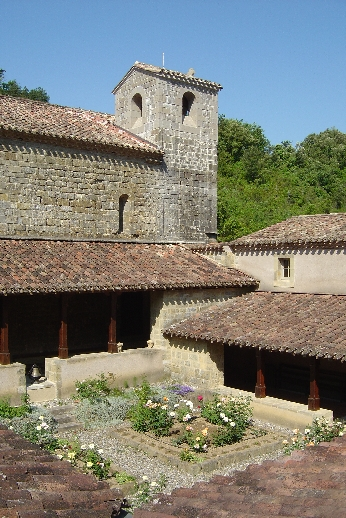
Аббатство Сен-Мари-де-Рьёнет

В 2007 году среди 165 человек в трудоспособном возрасте (15—64 лет) 112 были экономически активными, 53 — неактивными (показатель активности — 67,9 %, в 1999 году было 72,9 %). Из 112 активных работали 105 человек (59 мужчин и 46 женщин), безработных было 7 (4 мужчин и 3 женщины). Среди 53 неактивных 14 человек были учениками или студентами, 21 — пенсионерами, 18 были неактивными по другим причинам.

## Достопримечательности
- Аббатство Сен-Мари-де-Рьёнет
- Церковь и аналой в стиле Людовика XV
- Замок